# Horn, Södertälje kommun

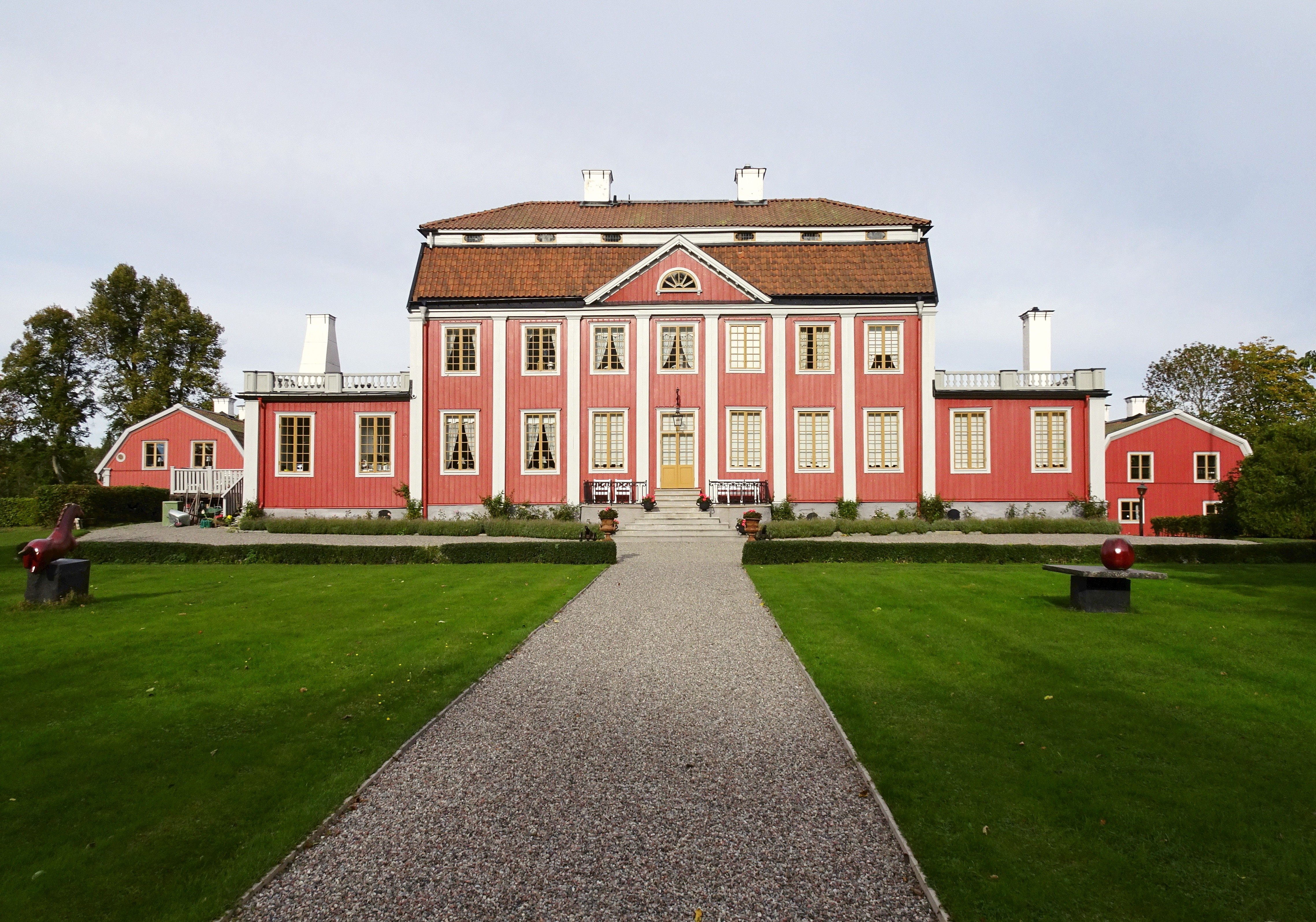
Huvudbyggnadens fasad mot söder i oktober 2016.

Horn är ett gods och ett tidigare säteri i Överenhörna socken, Södertälje kommun i Stockholms län. Horn är beläget längst i norr på Enhörnalandet, strax norr om Överenhörna kyrka. Horn med omgivning är idag klassat som riksintresse och utgör enligt kommunen ”en av de mest intressanta herrgårdsmiljöerna med ett flertal mycket välbevarade byggnader från 1700- och 1800-talen”.

## Historik

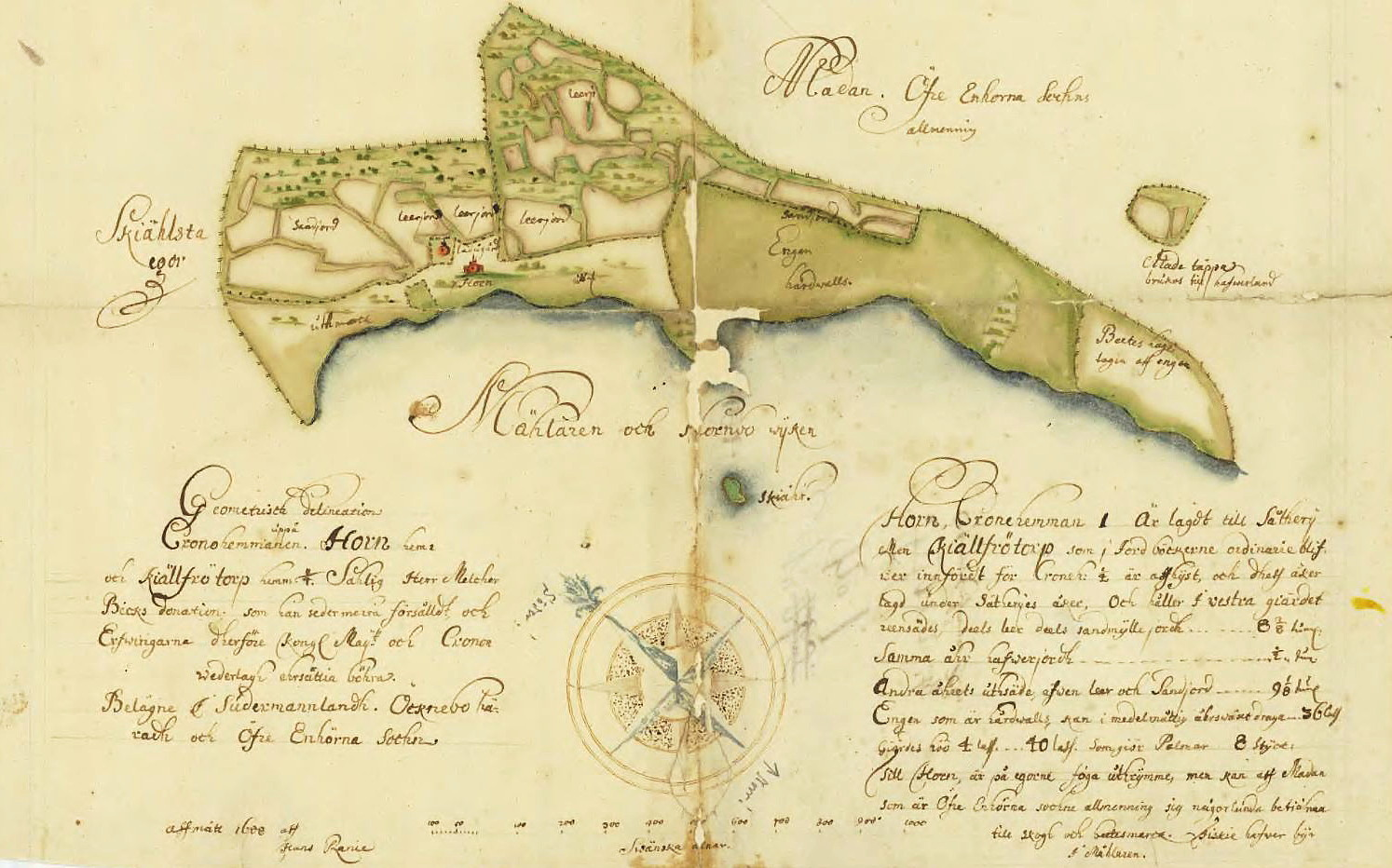
Horns ägor avmätta 1688 (norr är mot nedre högra hörn).

Horn omnämns i skriftliga dokument första gången år 1494, då det övergick till Sten Sture d.ä. från den danska Brita Olovsdotter (Tott). 1553 tillföll egendomen Gustav Vasa och därefter Hertig Karl av Södermanland. Hur gården såg ut vid den tiden är inte känt.
Nästa ägare var chefen för Södermanlands rytteri, ryttmästaren Melker Beck, som fick Horn i förläning år 1581 och 1587 bildades säteriet. Säteriet Horn bildades av Hornby, hemmanet Kjellfrötorp och av jord som drogs in från kyrkan. Därefter fanns många olika ägare. Bland dem kan nämnas Sveriges åttonde riksantikvarie, Johan Peringskiöld, som förvärvade säteriet 1692. Under honom utvidgades egendomen genom köp av flera gårdar. 
Under 1880-talet hade Horn ett eget sågverk och ett tegelbruk (Hornsättra tegelbruk) som var verksamt tills leran tog slut 1918. Annars var jordbruk, skogsbruk och fiske huvudnäringar för Horn.  Nuvarande ägare är Ekensbergs Förvaltnings AB. Under senare år har säteriets areal expanderat genom förvärv av bland annat Ekensbergs ägor. Idag är verksamhetens inriktning, förutom jord- och skogsbruk, även fastighetsförvaltning samt jakt och viltvård. På Horns ägor finns ett stort hägn med kronhjort och dovhjort.

## Byggnader

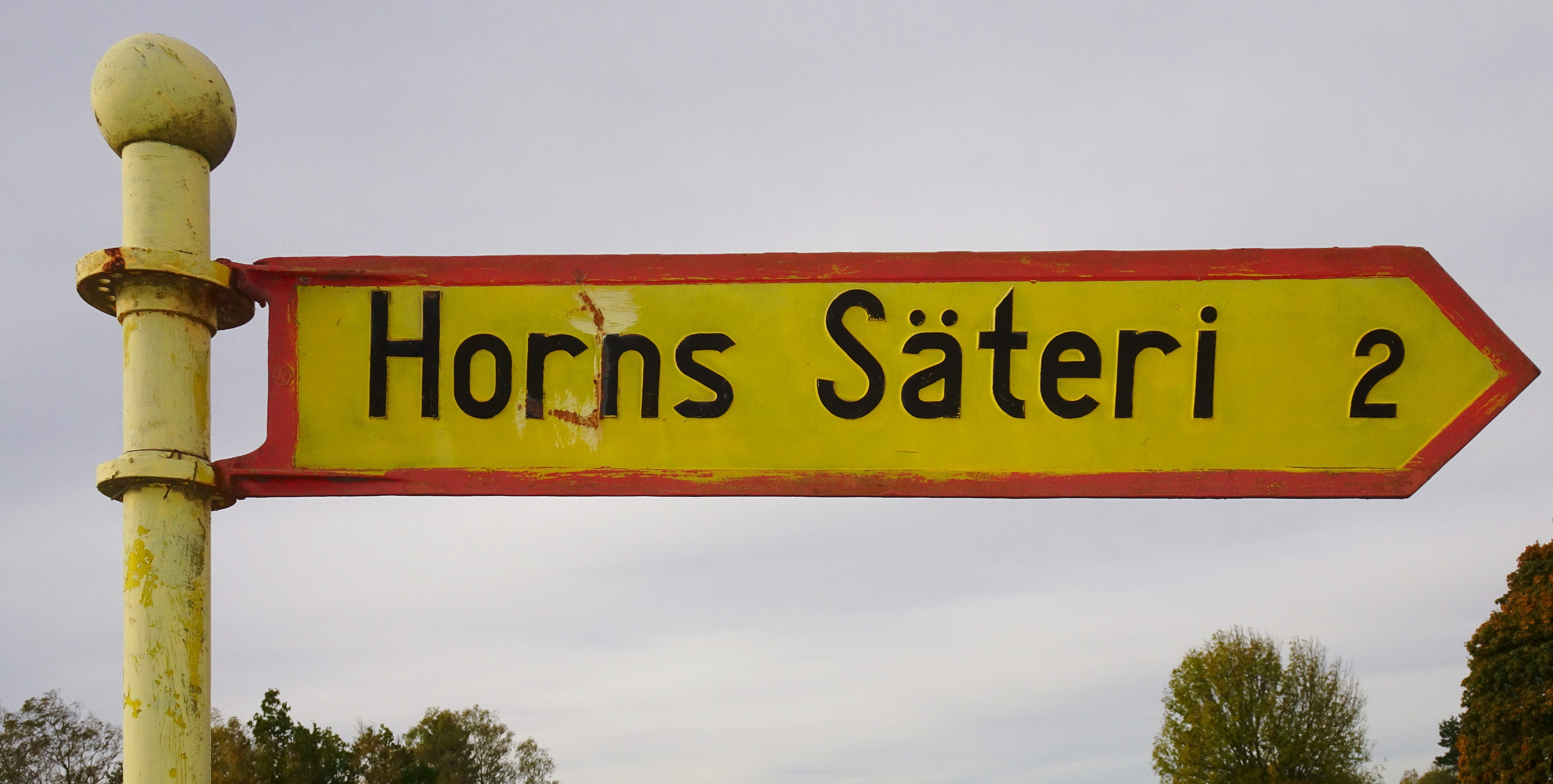

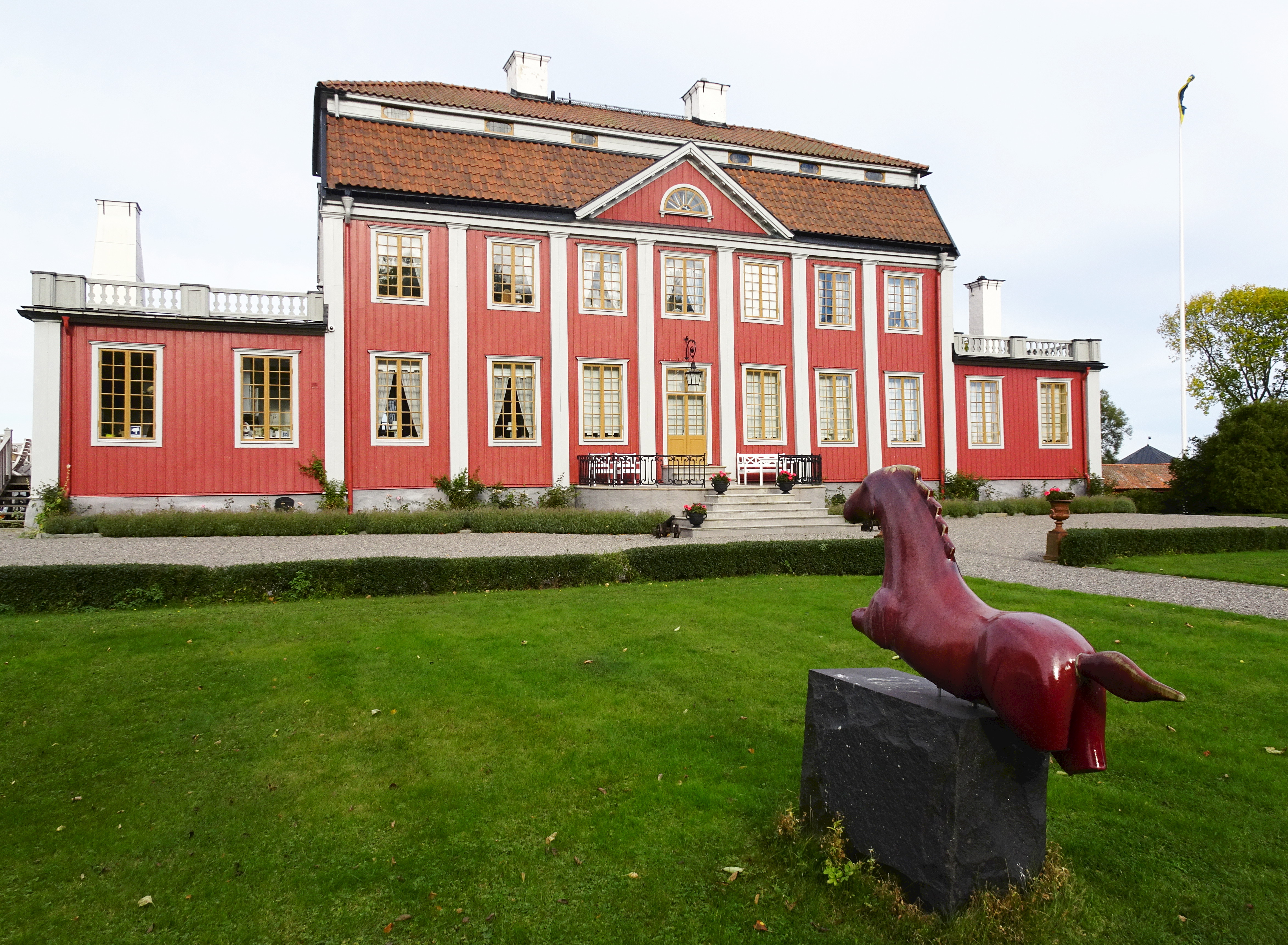
Huvudbyggnaden med Ulla Kraitz skulptur "Flyende häst", 2016.

Det var troligen även Peringskiöld som under tidigt 1700-tal lät uppföra mittpartiet av dagens huvudbyggnad. I byggnaden finns källarvalv som daterats till sent 1400-tal. De låga pocherna vid mittkroppens gavlar tillkom först omkring 1785. Byggnaden flankeras av två fristående, timrade flyglar som troligen är äldre än huvudbyggnaden. I den västra flygeln låg herrgårdens kök fram till 1882. 
Själva huvudbyggnaden är en panelad två våningars timmerbyggnad med sju fönsteraxlars längd under ett säteritak. Säteritaket är dock av senare datum och ersatte vid en större ombyggnad på 1930-talet det tidigare brutna taket. Pocherna har en våning och två fönsteraxlar och kröns av en balustrad. 
Fasaderna är avfärgade i varmröd kulör, som lär motsvara en äldre färgsättning, och indelade i fält av ljusgråmålade pilastrar. Färgsättningen återkommer i flygelbyggnaderna, lusthuset och sjöpaviljongen. Huvudbyggnadens långsidor accentueras av tympana. Entrésidan nås via en dubbeltrappa samt en portik av kolonner och pilastrar.
Till bebyggelsen hör dessutom ett timrat och rödmålat spannmålsmagasin samt tidigare tjänstebostäder som bildar en kort bruksgata längs med huvudinfarten. Horns ägor sträcker sig ut över den norra spetsen av Enhörna och omfattar torpen Hästbryggan, Brunnsvik och Sättra, här fanns tidigare Hornsättra tegelbruk. Några bevarade ekonomibyggnaderna är grupperade på en höjd sydväst om mangården. Sedan 1978 pågår en varsam restaurering av hela anläggningen.

## Parken
Huvudbyggnaden omges av en park med fruktträdgård samt lusthus och orangeri. Lusthuset uppfördes år 1886, medan fruktträdgården anlades redan under 1700-talet. Mot öster och i husets mittaxel sträcker sig parkens förlängning i form av en väg som avslutas med en sjöpaviljong och en privat brygga i Hornboviken. I parken märks två skulpturer, Stengodsäpple och Flyende häst av konstnären Ulla Kraitz.

## Bilder

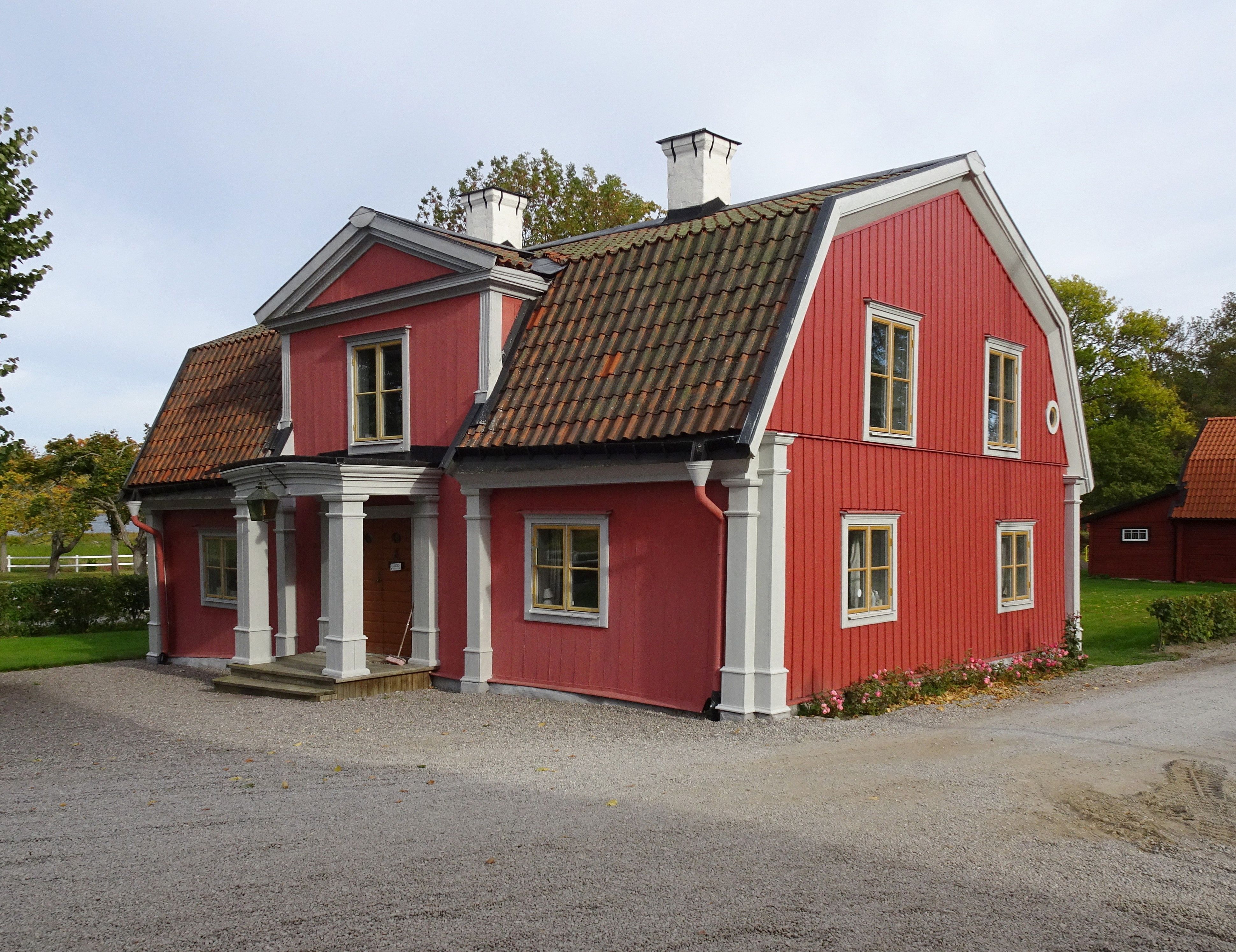
Östra flygeln
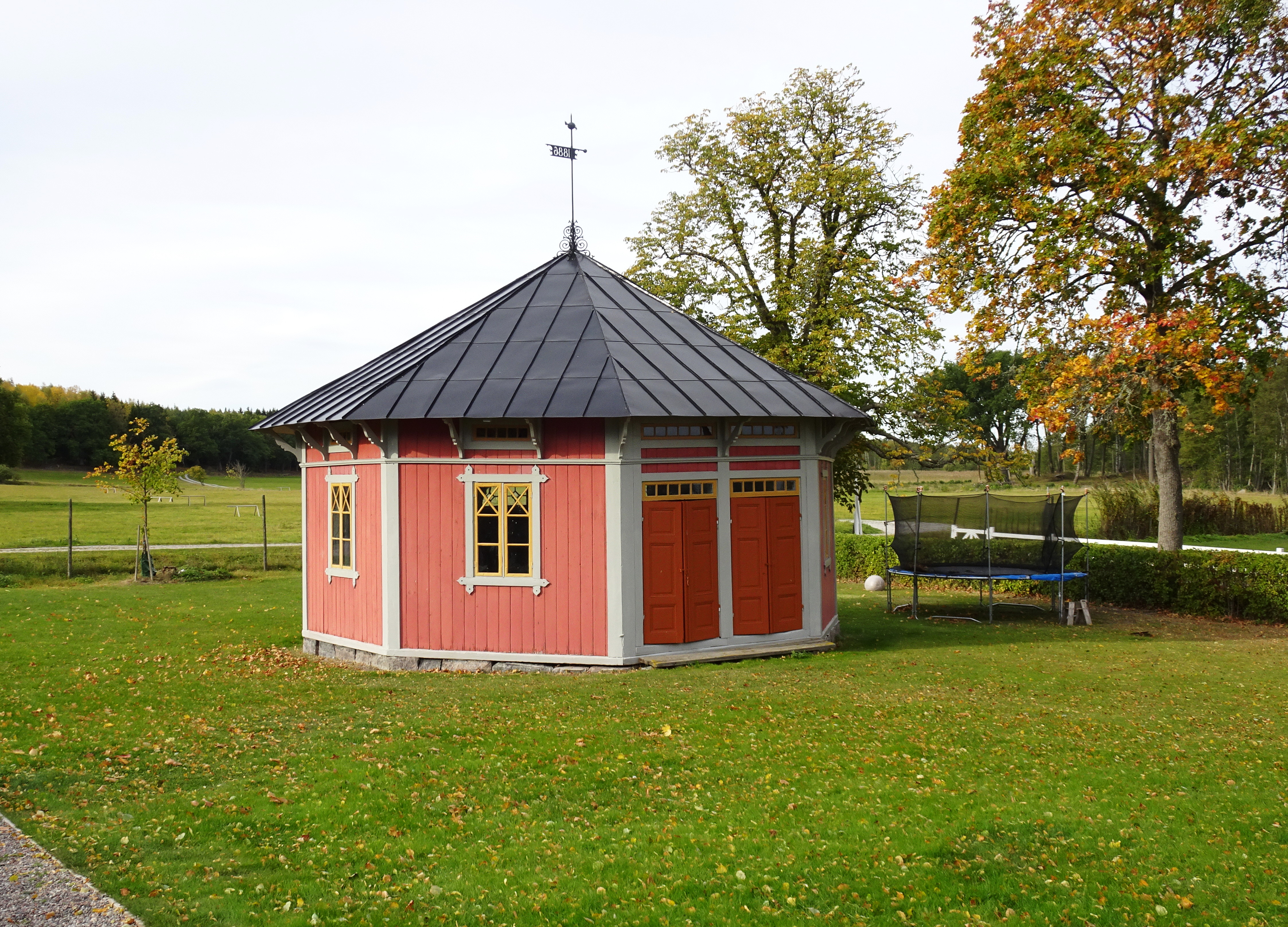
Lusthuset
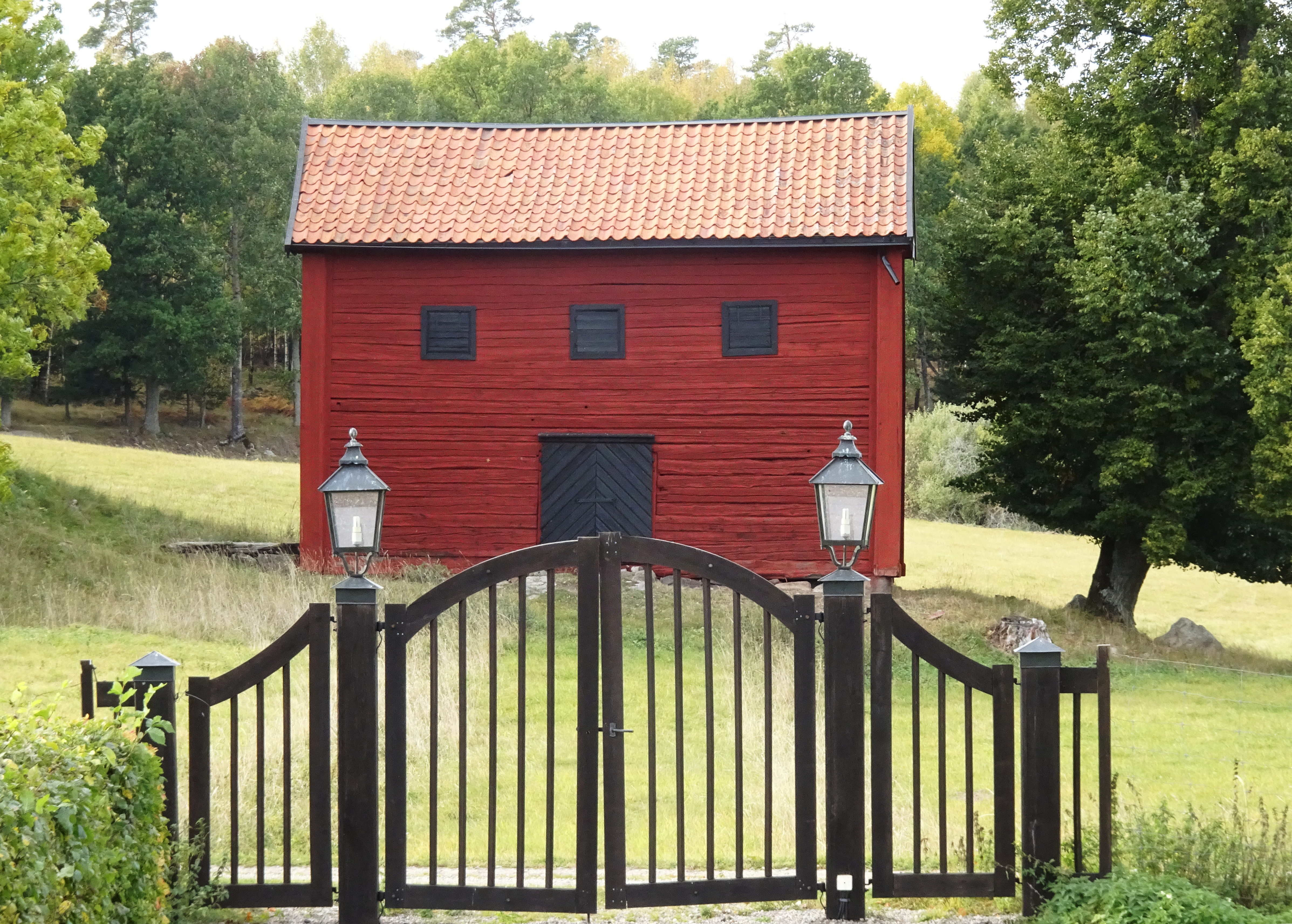
Sädesmagasinet
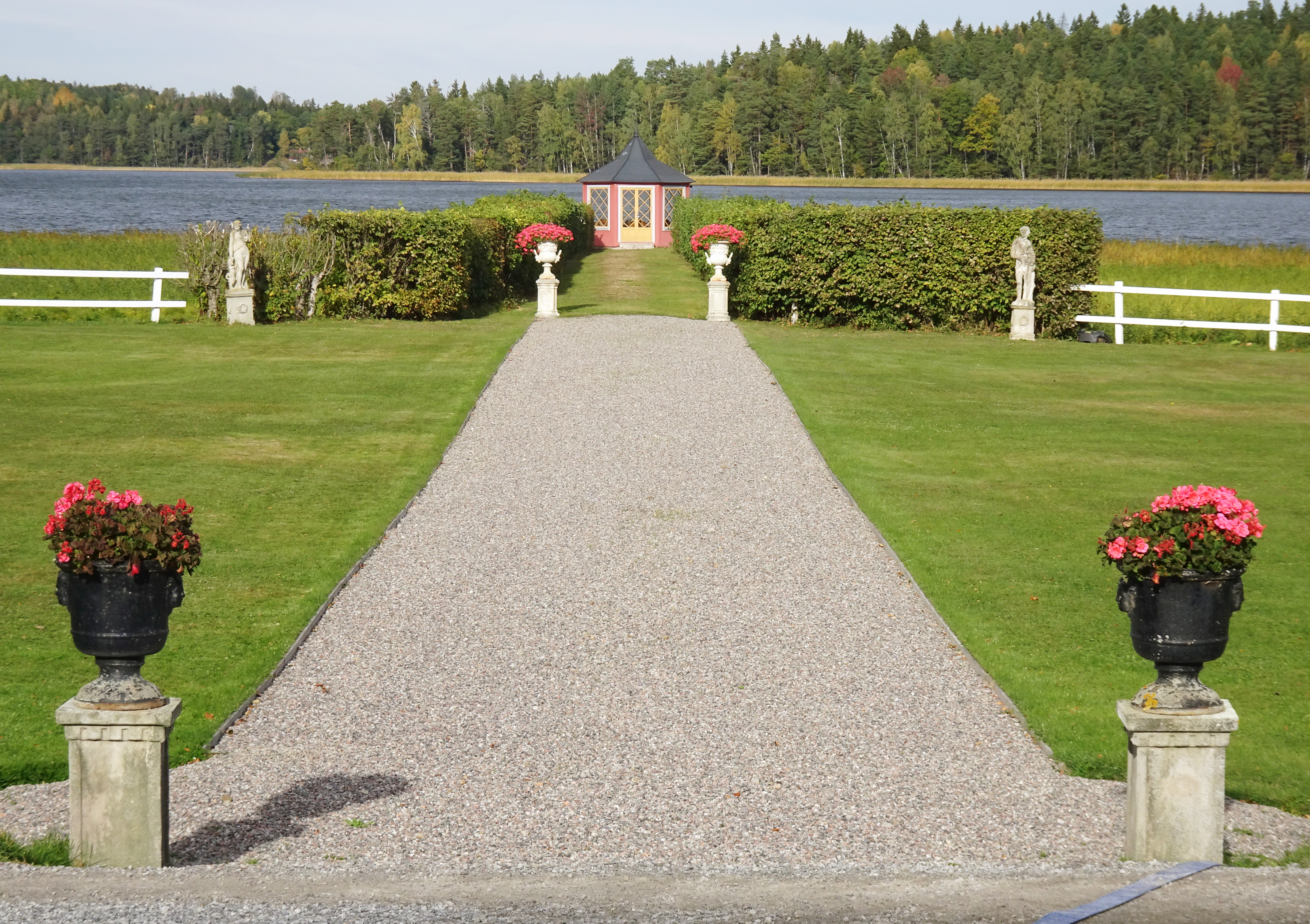
Parken med sjöpaviljongen
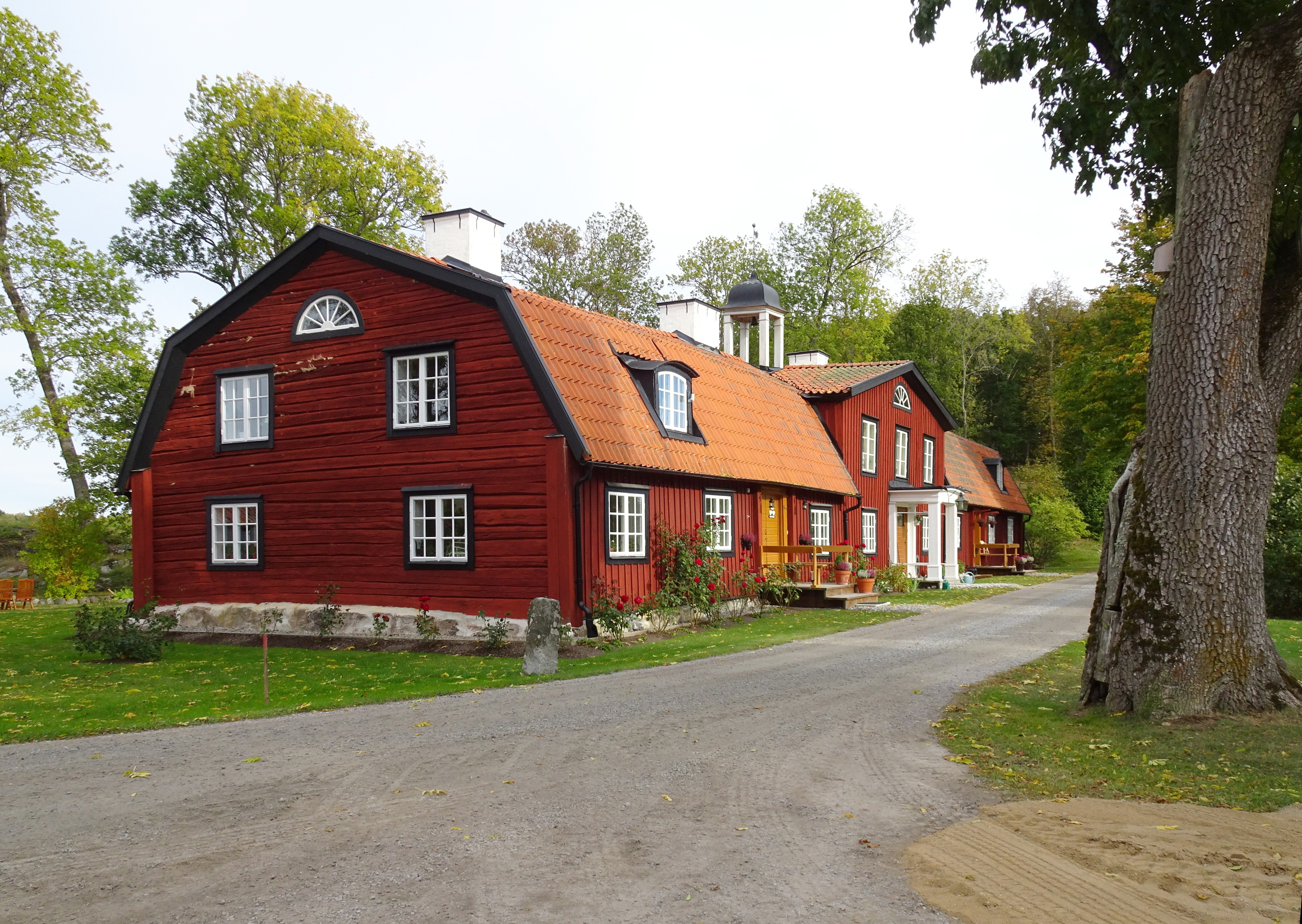
F.d. tjänstebostäder